# Adenophora paniculata
Adenophora paniculata är en klockväxtart som beskrevs av Johann Axel Nannfeld. Adenophora paniculata ingår i släktet kragklockor, och familjen klockväxter. Inga underarter finns listade i Catalogue of Life.